# ジョー・ウォルシュ

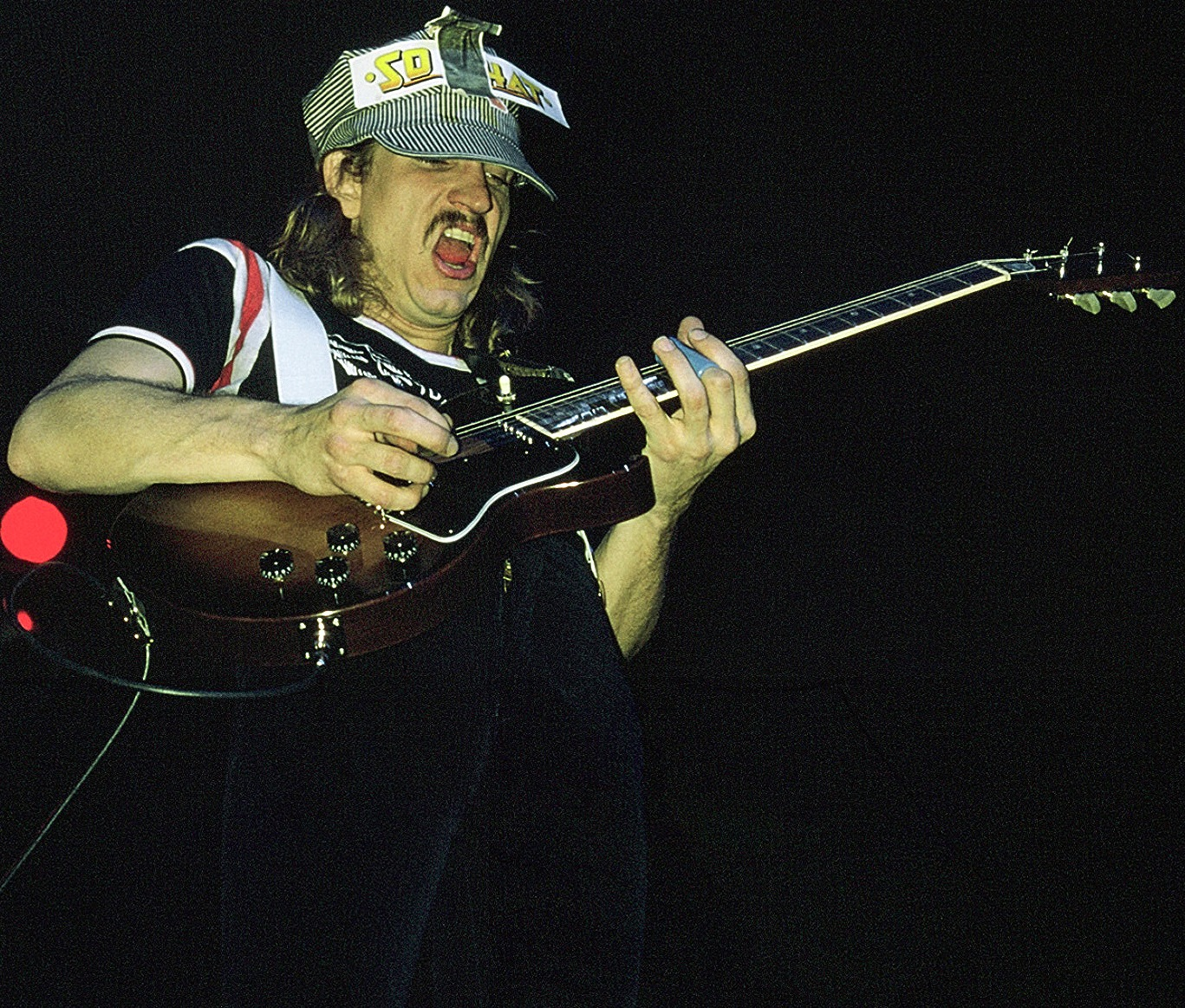
ジョー・ウォルシュ（1975年）

イーグルスで演奏するウォルシュ（右から2人目、2008年）

ジョー・ウォルシュ（Joe Walsh, 1947年11月20日 - 、本名・ジョセフ・ウォルシュ・フィドラー）は、アメリカのカントリー・ロック・バンド、イーグルスのギタリストである。マルチ・ミュージシャンとしても知られている。
2011年、「ローリング・ストーンの選ぶ歴史上最も偉大な100人のギタリスト」において第54位。

## 経歴
彼は1947年にカンザス州のウィチタで生まれた。父のロバート・ニュートン・フィドラー中尉はアメリカ空軍のパイロットだったが、1949年に沖縄で墜落事故にあい、死亡している。 
1965年、オハイオ州のケント州立大学に音楽を学ぶために入学するが、ライブ活動に熱中し1年半で退学。
1969年に、ハードロック・バンド、ジェイムス・ギャングのギタリスト兼ボーカリストとしてデビュー。「ファンク#49」「ウォーク・アウェイ」などの佳曲を残した。その後、バーンストームを結成。ソロ活動にも早くから取りくみ、1973年の「ロッキー・マウンテン・ウェイ」が代表曲となった。彼は1975年、イーグルスに加入した。
イーグルスに加入する前から、ジェイムス・ギャングのメンバーとして、音楽業界ではその名が知られていた。1974年のアルバム『ソー・ホワット』にはグレン・フライ、ドン・ヘンリー、ランディ・マイズナーが参加しており、イーグルスの代表的アルバム『ホテル・カリフォルニア』のプロデューサーを務めたビル・シムジクをイーグルスと引き合わせたのは、ウォルシュである（シムジクとウォルシュはジェイムス・ギャング時代から共に仕事をしていた）。ウォルシュ加入後のイーグルスも、ステージでウォルシュやジェイムス・ギャングの曲を演奏している。1978年にはソロ・アルバム『ロスからの蒼い風』を発表し、このアルバムからカットされたシングル「この人生に賭けて（Life's Been Good）」（全米第12位、アルバムでは8分を超える大作）とともに、自身最大のヒットを収めた。
ウォルシュとドン・フェルダーのエレキ・ギターの掛け合いは、時にはバンドのフロントマンであるドン・ヘンリーとグレン・フライよりも目立つこともあった。また、1980年にはアメリカ大統領選に立候補をしようとした（当時33歳。被選挙権下限の35歳を下回るので実際にはできない）。『イーグルス・ライヴ』において、ティモシー・B・シュミットが「The next president of the United States, Mr. Joe Walsh」と紹介しているのを聴くことができる。
最も影響を受けたギタリストとしてデュアン・オールマンを挙げており、「自分は彼がやり残したことをやっているに過ぎない」と語っている。
ファンの間では、エクストラ級免許を持つアマチュア無線家としても知られている。
2008年にリンゴ・スターの妻であるバーバラ・バックの実妹のマージョリー・バックと結婚し、リンゴと姻族関係になった。

## ディスコグラフィ

### ソロ・アルバム
- 『バーンストーム』 - Barnstorm (1972年)
- 『ジョー・ウォルシュ・セカンド (ザ・スモーカー・ユー・ドリンク、ザ・プレイヤー・ユー・ゲット)』 - The Smoker You Drink, the Player You Get (1973年)
- 『ソー・ホワット』 - So What (1974年)
- 『ジョー・ウォルシュ・ライヴ』 - You Can't Argue with a Sick Mind (1976年) ※ライブ
- 『ロスからの蒼い風』 - But Seriously, Folks... (1978年)
- 『愛すべきならず者』 - There Goes the Neighborhood (1981年)
- 『リバティ・ベル (自由の鐘)』 - You Bought It – You Name It (1983年)
- 『コンフェッサー (聖なる予言)』 - The Confessor (1985年)
- 『ガット・エニー・ガム』 - Got Any Gum? (1987年)
- 『オーディナリー・アヴェレージ・ガイ』 - Ordinary Average Guy (1991年)[3]
- 『ソングス・フォー・ア・ダイイング・プラネット』 - Songs for a Dying Planet (1992年)
- 『アナログ・マン』 - Analog Man (2012年)

### ジェイムス・ギャング
- 『ヤー・アルバム』 - Yer' Album (1969年)
- 『ジェイムス・ギャング・ライズ・アゲイン』 - James Gang Rides Again (1970年)
- 『サーズ』 - Thirds (1971年)

### イーグルス
- 『ホテル・カリフォルニア』 - Hotel California (1976年)
- 『ロング・ラン』 - The Long Run (1979年)
- 『イーグルス・ライヴ』 - Eagles Live (1980年) ※ライブ
- 『ヘル・フリーゼズ・オーヴァー』 - Hell Freezes Over (1994年) ※スタジオ&ライブ
- 『ロング・ロード・アウト・オブ・エデン』 - Long Road Out Of Eden (2007年)

## 映画・ドラマ出演
- 『ブルース・ブラザース』 - The Blues Brothers (1980年) ※エキストラ
- 『クリミナル・マインド FBI行動分析課』 - Criminal Minds (2016年) ※シーズン11第17話「砂時計」ゲスト出演